# Wojskowy cmentarz prawosławny w Nowym Modlinie
Wojskowy cmentarz prawosławny w Nowym Modlinie – zrujnowana nekropolia prawosławna w Nowym Modlinie.
Cmentarz powstał w XIX w. jako miejsce pochówków żołnierzy rosyjskich służących w twierdzy modlińskiej (nowogieorgijewskiej) oraz ich rodzin. W jego obrębie znajdowała się kaplica Ikony Matki Bożej „Wszystkich Strapionych Radość”, obsługiwana przez duchowieństwo soboru św. Jerzego na terenie twierdzy.
Cmentarz został przejęty na własność państwa polskiego razem z całym mieniem parafii św. Aleksandry w Stanisławowie w 1918. Po II wojnie światowej nekropolia została całkowicie zdewastowana, wiele nagrobków okradziono lub sprofanowano, ponadto na niezagospodarowanym terenie swobodnie wyrastały drzewa i krzewy. W 1998 parafia stanisławowska ponownie została właścicielem cmentarza, jednak nie stać jej na remont nekropolii, która pozostaje w ruinie.
W sąsiedztwie cmentarza znajduje się cywilny cmentarz prawosławny należący do parafii stanisławowskiej, nadal czynny.